# Włochy na Halowych Mistrzostwach Świata w Lekkoatletyce 2010
Reprezentacja Włoch na halowe mistrzostwa świata 2010 liczyła 8 zawodników.

## Mężczyźni
- Bieg na 800 m
  - Mario Scapini

- Bieg na 1500 m
  - Christian Obrist

- Skok o tyczce
  - Giuseppe Gibilisco

- Trójskok
  - Fabrizio Donato
  - Daniele Greco

## Kobiety
- Bieg na 60 m
  - Maria Aurora Salvagno

- Bieg na 800 m
  - Elisa Cusma – nie wystartowała z powodu kontuzji[2]

- Skok o tyczce
  - Elena Scarpellini